# Contrast (joieria)

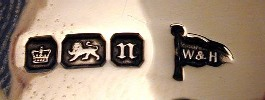
Contrastos britànnics en d'argent

Un contrast o segell de contrast és una marca que es grava en els objectes fets amb metalls preciosos com a garantia de la seva puritat. Són cisellats amb un punxó en els objectes d'or, argent et o platí per un taller o laboratori oficialment acreditat per a realitzar contrastos de puresa química sobre les mostres de metall. Aquestes marques s'estampen en llocs poc visibles de l'objecte i en cas que aquest tingui peces desmuntables o independents com una tapa, anses, etc, han de ser presents en cada part de metall noble.
La reglamentació difereix segons els països i les diferents tradicions però generalment consisteix en una marca que indica la puresa o qualitat del metall. A aquesta se n'hi poden afegir altres com la del fabricador, l'autoritat reguladora i en països com França i Gran Bretanya un sistema per a datar les peces. En l'actualitat hi ha un esforç per a normalitzar les regulacions en els diferents països per tal d'afavorir el control i el comerç internacional.

## Història
Si bé les primeres marques de control s'han trobat en peces romanes d'Orient del segle iv, la primera norma europea va aparèixer a França amb l'Estatut d'Orfebres del 1260, promulgat per Etienne Bouleau, prebost de París durant el regnat de Lluís IX.
També s'anomena segell de contrast (hallmark en anglès) una petita marca feta en el metall amb un cisell o punxó que serveix per a garantir-ne la puresa, indicar l'orfebre o el laboratori oficial on es va fer l'anàlisi. Normalment aquesta petita marca és picada (gravada), en els anells, en la part posterior, i en collarets, braçalets, agulles, etc., moltes vegades es marca en el tancament o parts posteriors, de manera que no llevin valor a la peça.

## Quadre legal
El contrast és obligatori per a totes les peces de metall noble que han deixat ser venudes com a joia i consta de tres petitíssimes marques; la primera indica la puresa de l'or, per exemple 750 (750 mil·lèsimes), la qual cosa vol dir que l'or té 18 quirats, la segona marca indica el laboratori oficial on s'ha fet l'anàlisi de la seva puresa i la tercera marca és la de l'artesà (er a veure els contrastos, cal utilitzar lupa petita, de 10 augments al mínim)
En molts casos i amb la finalitat d'estalviar impostos estatals, costos d'anàlisis i altres despeses, es vé nen algunes peces sense contrastar o que duen solament el contrast de l'artesà. Això en teoria no és permès per la llei, però en el cas que el comprador l'accepti per confiança en el venedor, ha d'exigir-li una petita rebaixa en el preu i podria provar el metall amb una "pedra de toc", per a poder comprovar la qualitat de la peça que ha comprat.